# Polygrammodes delicata
Polygrammodes delicata là một loài bướm đêm trong họ Crambidae.